# أسرى الحرب الفنلنديون في الاتحاد السوفيتي
كانت هناك موجتان من أسرى الحرب الفنلنديين في الاتحاد السوفيتي خلال الحرب العالمية الثانية: أسرى الحرب أثناء حرب الشتاء وحرب الاستمرار.